# Адхикари, Сомнатх
Сомнатх Адхикари (непальск. सोमनाथ अधिकारी; род. 6 января 1951, Батулечаур, Каски, Непал) — непальский политический и государственный деятель, депутат Палаты представителей (1986—1994), губернатор Коши (2019—2021).

## Биография
Родился 6 января 1951 года в Батулечауре, район Каски, Непал.
После окончания средней школы получил степень бакалавра в области образования в кампусе Притхвинараян в Покхаре, являющемся частью системы Университета Трибхуван.
Свою политическую карьеру Адхикари начал в качестве члена «Коммунистической партии Непала», а в 1968 году был назначен главой района Каски. В 1986 году он был избран депуатом Палаты представителей Непала от 3-го избирательного округа района, пробыв на этом посту до 1994 года.
5 ноября 2019 года президент Бидхья Деви Бхандари назначила его губернатором провинции Коши. На этом посту он пробыл до ноября 2021 года.